# Obrub (sielsowiet Obrub)
Obrub (biał. Абруб; ros. Обруб) – agromiasteczko na Białorusi, w obwodzie witebskim, w rejonie głębockim, w sielsowiecie Obrub.
Dawniej wieś nosiła nazwę Obrub Łastowicki, Obrąb.

## Historia
W czasach zaborów wieś w powiecie dzisieńskim, w guberni wileńskiej Imperium Rosyjskiego.
W latach 1921–1945 wieś leżała w Polsce, w województwie wileńskim, w powiecie dziśnieńskim, w gminie Głębokie.
Według Powszechnego Spisu Ludności z 1921 roku zamieszkiwały tu 303 osoby, 134 było wyznania rzymskokatolickiego a 169 prawosławnego. Jednocześnie 166 mieszkańców zadeklarowało polską a 137 białoruską przynależność narodową. Było tu 48 budynków mieszkalnych. W 1931 w 62 domach zamieszkiwało 350 osób.
Wierni należeli do parafii rzymskokatolickiej w Głębokiem i prawosławnej w Kowalach. Miejscowość podlegała pod Sąd Grodzki w Głębokiem i Okręgowy w Wilnie; właściwy urząd pocztowy mieścił się w Głębokiem.
W wyniku napaści ZSRR na Polskę we wrześniu 1939 miejscowość znalazła się pod okupacją sowiecką. 2 listopada została włączona do Białoruskiej SRR. Od czerwca 1941 roku pod okupacją niemiecką. W 1944 miejscowość została ponownie zajęta przez wojska sowieckie i włączona do Białoruskiej SRR.